# أندرو موراي
أندرو موراي (بالإنجليزية: Andrew Murray) (و. 1981  م) هو لاعب هوكي الجليد كندي، ولد في سيلكيرك، مركز لعبه هو مركز ‏.
.

## التعليم
تعلم في Bemidji State University ‏.

## روابط خارجية
- أندرو موراي على موقع دوري الهوكي الوطني (الإنجليزية)
- أندرو موراي على موقع قاعة مشاهير الهوكي (لاعب أن.إتش.أل) (الإنجليزية)
- أندرو موراي على موقع دوري الهوكي للقارات (الإنجليزية)
- أندرو موراي على موقع EliteProspects.com (الإنجليزية)
- أندرو موراي على موقع HockeyDB.com (الإنجليزية)
- أندرو موراي على موقع Hockey-Reference.com (الإنجليزية)